# ZooKeys
ZooKeys là một tạp chí khoa học truy cập mở được bình duyệt ngang hàng chuyên về phân loại động vật học, phát sinh loài và địa lý sinh học. Tạp chí được thành lập vào năm 2008 và tổng biên tập sáng lập là Terry Erwin (1940–2020), nhà côn trùng học người Mỹ. Tạp chí được xuất bản bởi Pensoft Publishers.